# Centropseustis astrapora
Centropseustis astrapora är en fjärilsart som beskrevs av Edward Meyrick 1890. Centropseustis astrapora ingår i släktet Centropseustis och familjen Crambidae. Inga underarter finns listade i Catalogue of Life.